# 加拿大鵝
加拿大鵝控股公司（英語：Canada Goose Holdings Inc.）是一家加拿大冬季服裝製造商控股公司。该公司由Sam Tick於西元1957年创立，最初的公司名稱為Metro Sportswear Ltd.。加拿大通过各种渠道销售各种夹克、派克大衣、羽絨服、背心、帽子、手套、贝壳和其他服装，批发和通过自己的零售店直接面向客戶。

## 历史
由山姆·提克（Sam Tick）創建於1957年，得名自加拿大雁。主要產品有各類夾克、派克大衣、背心、帽子、手套等。因夾克領子使用了郊狼皮毛，曾引起動物權利保護者的抗議。填充衣服所用的絨羽多進購自加拿大農村地區的胡特爾派農民。
2013年12月，贝恩资本以2.5亿美元收购了加拿大鵝70%股权，公司现任CEO丹尼·雷斯保留了少数股权。
根据加拿大鵝的招股说明书，在2017年3月IPO中，贝恩资本出售了10%股权，同时继续保留加拿大鵝的控股权。这10%的股权帮贝恩换回来了2.5亿美金。